# Блок православных избирателей и русских объединенных организаций
Блок православных избирателей и русских общественных организаций (латыш. Pareizticīgo vēlētāju un krievu sabiedrisko organizāciju bloks) — латвийская политическая партия. Партия защищала интересы русских и православных избирателей Латвии. Партию возглавлял архиепископ Иоанн (Поммер).

## Политическая деятельность
| Год  | Выборы           | Результаты (%) | Депутаты |
| ---- | ---------------- | -------------- | -------- |
| 1925 | Выборы во 2 Сейм | 1,2            | 2 / 100  |
| 1928 | Выборы в 3 Сейм  | 1,8            | 2 / 100  |
| 1931 | Выборы в 4 Сейм  | 1,3            |          |

Партия была ликвидирована в 1934 году после переворота Ульманиса.